# Premi Unión de Actores a la millor interpretació secundària de teatre
El Premi a la millor interpretació secundària en la seva secció de teatre lliurat per la Unión de Actores entre 1991 i 2001 reconeixia la millor interpretació d'un actor o actriu principal dins d'una obra de teatre.
Des de l'edició de 2002, aquesta categoria es desdobla en:
- Millor actriu secundària de teatre
- Millor actor secundari de teatre

## Guardonats
| Any  | Guanyadora           | Sèrie de televisió                  |
| ---- | -------------------- | ----------------------------------- |
| 2001 | Ana Frau             | Medea                               |
| 2000 | Jacobo Dicenta       | Romeo y Julieta                     |
| 1999 | Juan Díaz            | Shopping and Fucking                |
| 1998 | Pedro Casablanc      | El señor Puntilla y su criado Matti |
| 1997 | Blanca Portillo      | Eslavos                             |
| 1996 | Fernando Conde       | Yonquis y yanquis                   |
| 1995 | Berta Riaza          | La discreta enamorada               |
| 1994 | Pedro Mari Sánchez   | Calígula                            |
| 1993 | Natalia Dicenta      | Un tranvía llamado deseo            |
| 1992 | Gloria Muñoz         | Entre tinieblas                     |
| 1991 | Fernando San Segundo | Comedias bárbaras                   |